# Трихлево
Трихлево или Трихлово (грч. Τριλοφιά, Трилофија) је насељено место у општини Александрија у периферији Средишња Македонија, Грчка. Према попису из 2021. године било је 182 становника.
Према бугарском географу и историчару, Василу Канчову, у Трихлеву је 1900. године живело 200 Словена хришћана. Македонски историчар Тодор Симовски, наводи да је Трихлево хеленизовано словенско насеље. Током Балканских и Првог светског рата село је настрадало и већи део мештана је избегао, тако је после рата остало 54 житеља. После 1923. године насељено је 47 грчких избеглица, те је Трихлево на попису из 1928. године имало 148 становника.